# Samuel Rouyer
Pour les articles homonymes, voir Rouyer.
Samuel Rouyer, né le 30 mars 1979 à Verdun,, est un coureur cycliste français.

## Biographie
Samuel Rouyer est originaire de Verdun, une commune située dans le département de la Meuse. Ancienne figure du cyclisme lorrain, il a un petit frère, Jérôme, qui a lui aussi pratiqué ce sport en compétition.  
De 1998 à 2000, il se distingue sous les couleurs de l'EC Toul en obtenant douze succès. Il prend également la sixième place d'une édition de Liège-Bastogne-Liège espoirs. Après ses performances, il court en 2001 dans la réserve de l'équipe Crédit Agricole, qui évolue en troisième division professionnelle. Il se classe troisième du championnat de France espoirs et cinquième du Tour de Catalogne de l'Avenir. 
En 2002, il redescend chez les amateurs au SC Sarreguemines. Il court dans cette formation jusqu'en 2003, remportant au total seize nouvelles courses. En 2004, il intègre le CC Étupes. Toujours performant, il s'impose à six reprises et remporte la Coupe de France DN1 avec son club. Il rejoint ensuite l'UV Aube à partir de 2006. Moins prolifique que par le passé, il parvient tout de même à gagner la Ronde du Canigou ainsi que des étapes du Tour de Nouvelle-Calédonie. Des problèmes cardiaques le contraignent cependant à mettre un terme à sa carrière cycliste en 2009
Une fois retiré des compétitions, Samuel Rouyer intègre l'INSEP pour décrocher un diplôme de professorat de sport. En 2011, il devient conseiller technique au sein de la Fédération française de cyclisme. Affilié dans l'équipe de France sur piste, il entraîne les cyclistes pour les épreuves d'endurance. Il conserve ce poste jusqu'en fin d'année 2020.

## Palmarès
| - 1999 - 2e du Loire-Atlantique Espoirs - 2000 - La Pyrénéenne - Grand Prix de Tourteron - 2001 - 1re étape du Circuit des Ardennes (contre-la-montre par équipes) - 3e du championnat de France sur route espoirs - 2002 - Circuit des plages vendéennes : - Classement général - 1re et 8e étapes - Grand Prix d'Ouverture de Lorraine - Grand Prix des Carreleurs - 2e de Paris-Connerré - 3e du championnat de Lorraine sur route - 2003 - Champion de Lorraine sur route - Boucles catalanes - Circuit méditerranéen - Tour du District de Sarreguemines | - 2004 - Boucles catalanes - La Tramontane - 3e étape du Tour Alsace - 2e de la Ronde du Canigou - 2e du Tour du Tarn-et-Garonne - 2006 - Ronde du Canigou - 11e étape du Tour de Nouvelle-Calédonie - 2007 - 5e et 8e étapes du Tour de Nouvelle-Calédonie - 2008 - 3e du Circuit des Quatre Cantons |  |